# Sporocystis condita
Sporocystis condita är en svampart som beskrevs av Morgan 1902. Sporocystis condita ingår i släktet Sporocystis, divisionen sporsäcksvampar och riket svampar.   Inga underarter finns listade i Catalogue of Life.